# Diplogrammus gruveli
Diplogrammus gruveli es una especie de peces de la familia Callionymidae en el orden de los Perciformes.

## Distribución geográfica
Se encuentra en el Canal de Suez.

## Hábitat
Es un pez de mar de clima tropical y demersal.

## Observaciones
Es inofensivo para los humanos.